# Germain Derycke
Germain Derijcke, nacido el 2 de noviembre de 1929 en Bellegem y fallecido el 13 de enero de 1978 en Bellegem, donde está enterrado, fue un ciclista belga, especialista en carreras de un día.

## Palmarés
| 1951 - 1 etapa del Tour de Francia 1952 - 2 etapas del Tour de Argelia 1953 - París-Roubaix - Tour de Argelia, más 2 etapas - 2 etapas de la Vuelta a Marruecos - 2.º en el Campeonato del Mundo en Ruta 1954 - Flecha Valona - A través de Flandes, más 2 etapas 1955 - Milán-San Remo - Tres Días de Amberes - 2.º en el Campeonato de Bégica en Ruta - 3º en el Campeonato del Mundo en Ruta | 1956 - 2 etapas de la París-Niza 1957 - Lieja-Bastoña-Lieja (ex aequo con Frans Schoubben) - Tres Valles Varesinos - Tour du Nord-Ouest de la Suisse 1958 - Tour de Flandes - Gran Premio de Mónaco - 1 etapa del Giro de Cerdeña |